# Wegen Verführung Minderjähriger
Wegen Verführung Minderjähriger ist ein österreichischer Problemfilm aus dem Jahre 1960. Unter der Regie von Hermann Leitner spielen Hans Söhnker, Cordula Trantow und Marisa Mell die Hauptrollen.

## Handlung
Dr. Stefan Rugge, ein Mann in den „besten Jahren“, hat sich einen guten Ruf als Lehrer eines Lyzeums erworben. Seine vom Naturell her recht brave Tochter Karin ist eng befreundet mit der 17-jährigen Klassenkameradin Inge, die einen unbestreitbaren Sexappeal besitzt und so manchen Mann wuschig gemacht hat. Inge, die in ihrer Freizeit gern mit ihrem Freund Paul in Beatclubs und Bars rumhängt, beginnt heimlich für Dr. Rugge zu schwärmen und sucht seine Nähe. Karin wiederum hat alle Hände voll zu tun, die Avancen von Pauls Freund Erwin, der überhaupt nicht ihr Typ ist, abzuwehren. Als eines Tages Inges Vater tödlich verunglückt, steht die verführerische „Lolita“ ganz allein da, und Rugge, der mit Inges Vater befreundet war, entscheidet sich dafür, Inge in seinem Haus aufzunehmen.
Tochter Karin ist davon nicht begeistert, ist ihr zurückhaltender Lebensstil mit dem der lasziven und anscheinend leichtlebigen Inge kaum kompatibel. Außerdem hat sie eine böse Vorahnung, dass Inge in Karins Vater mehr als nur einen Freund des toten Vaters, also: einen väterlichen Freund, sieht. Karin soll recht behalten, denn eines Tages gibt Stefan den Verführungskünsten der katzenäugigen Minderjährigen, die mit einem harmlosen Kuss während einer Musikfete begann, nach und landet mit ihr im Bett. Als diese kurze Affäre aufgrund der Denunziation eines eifersüchtigen Mitschülers bei der Polizei angezeigt wird, muss sich Dr. Rugge nicht nur vor seiner Frau Hanna, die ebenfalls in gutem Glauben Inge willkommen geheißen hatte, erklären, sondern auch und vor allem vor Gericht für sein (zu diesem Zeitpunkt noch strafbares) Handeln verantworten. Die Anklage lautet: „Wegen Verführung Minderjähriger“. Dr. Rugge, der vor Gericht sachlich erläutert, wie es zu seinem Fehltritt kommen konnte, und der die Schuld auf sich nimmt, erhält eine Bewährungsstrafe und muss den Beruf wechseln. Seine Frau verzeiht Stefans einmaligen Fehltritt.

## Produktionsnotizen
Wegen Verführung Minderjähriger entstand im Sommer 1960 in Wien. In Deutschland lief der Streifen am 11. November 1960 an.
Theo Harisch entwarf die Filmbauten. August Rieger zeichnete als Co-Produzent verantwortlich.

## Kritiken
Paimann’s Filmlisten resümierte: „Dieser Film behandelt trotz moderner Details, Umwelt … und musikalischer Beigaben Jugendprobleme seriös und ohne Peinlichkeit.“

„Schlecht inszeniertes Ehebruchsdrama nach Vorlage eines Illustriertenromans, in dem ein Studienrat wegen einer Schülerin schwach wird.“